# Elezioni europee del 2014 a Malta
Le elezioni europee del 2014 a Malta si sono tenute il 24 maggio.

## Risultati
| Liste  | Liste                        | Gruppo | Voti    | %     | +/-  | Seggi | +/-     |
| ------ | ---------------------------- | ------ | ------- | ----- | ---- | ----- | ------- |
|        | Partito Laburista (PL)       | S&D    | 134.462 | 53,39 | 9,35 | 3     | Stabile |
|        | Partito Nazionalista (PN)    | PPE    | 100.785 | 40,02 | 2,76 | 3     | 1       |
|        | Alternativa Democratica (AD) | -      | 7.418   | 2,95  | 0,61 | -     | Stabile |
|        | Imperium Europa (IE)         | -      | 6.761   | 2,68  | 1,21 | -     | Stabile |
|        | Partito Ajkla                | -      | 1.208   | 0,48  | –    | -     |         |
|        | Alleanza per il Cambiamento  | -      | 1.015   | 0,40  | –    | -     |         |
|        | Alleanza Liberale            | -      | 202     | 0,08  | –    | -     |         |
| Totale | Totale                       | Totale | 251.851 |       |      | 6     |         |